# Cirolana harfordi
Cirolana harfordi is een pissebed uit de familie Cirolanidae. De wetenschappelijke naam van de soort is voor het eerst geldig gepubliceerd in 1877 door Lockington.